# Candona eriensis
Candona eriensis är en kräftdjursart som beskrevs av N. C. Furtos 1933. Candona eriensis ingår i släktet Candona och familjen Candonidae. Inga underarter finns listade.